# ميشيل بيكار (لاعب هوكي الجليد)
ميشيل بيكار هو لاعب هوكي الجليد كندي، ولد في 7 نوفمبر 1969 في مدينة كيبك في كندا.

## وصلات خارجية
- ميشيل بيكار على موقع دوري الهوكي الوطني (الإنجليزية)
- ميشيل بيكار على موقع EliteProspects.com (الإنجليزية)
- ميشيل بيكار على موقع Eurohockey.com (الإنجليزية)
- ميشيل بيكار على موقع HockeyDB.com (الإنجليزية)
- ميشيل بيكار على موقع Hockey-Reference.com (الإنجليزية)